# توروك (ملعب)
توروك هي إحدى مشيخات المملكة المغربية، تتبع جغرافيا لإقليم الرشيدية وإداريًا لملعب. يقدر عدد سكانها بـ 4918 نسمة حسب الإحصاء الرسمي للسكان والسكنى لسنة 2004.

## جغرافيا
يقع قصر توروك  بالجنوب الشرقي للمغرب جهة: درعة تافيلالت أو- مكناس تافيلالت - قديما في الطريق الوطنية رقم 702 الرابطة بين أرفود وتينجداد، تحدها شمالا الجبال المطلة على تخوم مدينة الراشدية وشرقا الجارة فزنة المحادية للجرف وجنوبا الجبال القريبة من امسيسي وغربا ملاعب، وبالتالي فهي تحتل مكانة إستراتيجية على الخريطة إذ أنها رابطة الوصل بين مضايق تودغا و مرزوكة.

## الطبيعة
تزخر البلدة خصوصا، وما حولها عموما بعدة مؤهلات طبيعية منها توفر غطاء نباتي يتكون بالأساس من أشجار النخيل المنتجة للتمور بكل أنواعها الموجهة للأستهلاك المحلي وأخرى لأسواق محلية التي بالمنطقة اساسا ثم ما حولها، بحيت تعتبر واحتها أكبر واحة بالمنطقة، إضافة إلى أشجار ونباتات أخرى من قبيل أشجار الزيتون وبعض اشجار السدر المنتجة لثمرة النبق = واري ، زد على ذلك اشجار التين...الخ.

## المناخ
يتميز مناخ توروك الصحراوي طبعا بأنه بارد جاف شتاءا، حار جاف صيفا، هذا الأخير الذي يغري بالسياحة، فهو يستقطب السياح الأجانب الأوروبيين منهم على وجه الخصوص، لمزاياه الكثيرة على الصحة.
أما عن تضاريس بلدة  توروك فلا ريب أن نوعين هما الطاغيان:
- الأول : نجد الجبال فهي تشغل حيزا مهما خاصة من الجهة الجنوبية من القرية. وهي جبال ذات صخور سوداء. وبالرغم من هذا فأنها تعتبر مرتعا للحياة من لذن بعض الحيوانات خاصة منها بعض الزواحف كالضب (احردا بالامازيغية) 
-الثاني: السهول التي لم تعد تنتج بعض المزروعات بنفس الكمية والجودة التي كانت منذ زمن ليس بالبعيد تنتجه - حسب الروايات المحلية – ، وهذا  راجع لسببين، أولهما: الجفاف الذي أصبح يقضي على الأخضر واليابس. وثانيهما: غياب لأي تدخلات من قبل الوزارة الوصية على القطاع الفلاحي، التي لا تعير المنطقة أدنى اهتمام يذكر، فلا هي بنت سدودا للري ولا هي استصلحت الأراضي.

## سياحة
تعد توروك بلدة ذات امكانيات سياحية لا بأس بها لا ينكرها إلا جاحد، نذكر على سبيل المثال لا الحصر:  إليليتن،  غار إفري نميممنت، ومقهى توروك، والفندق الجديد الذي لا زال يشيد، بالإضافة إلى إغف نتسمومت. دونما إغفال لتوروك العتيقة نفسها بأزقتها وبنائها التقليدي الذي يعود إلى قرون خلت. بالإضافة إلى واحة. 